# Direct2D
Direct2D는 마이크로소프트사가 차기 윈도우 운영 체제를 위해 고안한 새로운 2차원 그래픽 API이며 DirectX 11의 한 부분이다. 현재 윈도우 비스타 SP2 이상, 윈도우 7 이상 운영 체제에서 지원되며, DirectX 10.1 이상을 지원하는 그래픽 하드웨어에서 완벽 지원한다.
Direct2D는 GDI, GDI+를 대체하여 작동한다. GDI계열 API에서 CPU에 의존하던 처리를 GPU에 분산하여 빠르게 동작하면서도 높은 화질의 2차원 그래픽을 제공하도록 설계되어 있다. 다만 Direct2D는 COM 런타임을 사용하지 않는다.
Direct2D는 GDI, GDI+, Direct3D과의 상호 운용성을 가지며 DirectWrite, 윈도 이미징 컴퍼넌트와 같은 다른 순수 윈도 기술과 함께 동작한다.

## 요구 사항
다이렉트엑스 10.1 표준의 요구 사항에 따라 윈도우 비스타 SP2 이상 또는 윈도우 7 이상의 운영 체제가 필요하다. (서버 기반 운영체제 포함) 하드웨어적으로는 다이렉트 엑스 9 이상을 지원하는 GPU가 필요하다.

## 응용 프로그램
- 게코 1.9.3 alpha 3[4][5]
- 인터넷 익스플로러 9

## 같이 보기
- DirectDraw
- Direct3D
- DirectWrite
- 클리어타입
- 오픈타입

## 참조
1. ↑  Direct2D (Windows)
2. ↑  Direct2D (Windows)
3. ↑  “An Unequal Trade”. 2009년 3월 21일에 원본 문서에서 보존된 문서. 2009년 2월 19일에 확인함.
4. ↑  Release Notes: Mozilla Developer Preview
5. ↑  2010년 4월 기준으로, 파이어폭스 3.7 nightly 빌드에서 사용 가능하지만 기본값은 '사용안함'이다. 사용하기 위해서는 여기 보관됨 2010-04-07 - 웨이백 머신를 참조하라.